# Roberto Schopflocher
Roberto Schopflocher (geboren als Robert Schopflocher, 14. April 1923 in Fürth; gestorben 23. Januar 2016 in Buenos Aires) war ein deutsch-argentinischer Schriftsteller.

## Leben
Robert Schopflocher stammt aus einer deutschen jüdischen Familie. 1937 musste er mit seinen Eltern nach Argentinien auswandern. Nach einem Agronomie-Studium in Córdoba arbeitete er als Verwalter in verschiedenen Baron-Hirsch-Siedlungen der Jewish Colonization Association in Argentinien. Während dieser Zeit verfasste er eine Reihe von Sachbüchern zu landwirtschaftlichen Themen in spanischer Sprache (z. B. ein 50.000 Mal verkauftes Buch über Hühnerzucht). Ab 1951 war er als Importkaufmann in Buenos Aires tätig.
Seit den Achtzigerjahren war er Mitarbeiter verschiedener Zeitschriften in Argentinien und den USA. Damals begann er auch mit dem Schreiben von Romanen und Erzählungen in spanischer Sprache. Seit den späten Neunzigerjahren folgten Veröffentlichungen in seiner deutschen Muttersprache. Seine Erzählungen erinnern „in ihrer Lakonie eher an einen in die argentinische Provinz versetzten Tschechow als an konventionelle Emigrantenprosa, die gewöhnlich im eigenen Milieu verbleibt.“
Roberto Schopflocher lebte bis zu seinem Tod in Buenos Aires. Er war Mitglied des argentinischen Schriftstellerverbandes „Sociedad Argentina de Escritores (S.A.D.E)“ und Ehrenmitglied des P.E.N-Zentrums deutschsprachiger Autoren im Ausland. Für seine Werke in spanischer Sprache erhielt er mehrere Auszeichnungen, darunter im Jahr 2000 den 3. Literaturpreis der Stadt Buenos Aires. Für sein deutschsprachiges Werk wurde ihm 2008 der Jakob-Wassermann-Literaturpreis der Stadt Fürth verliehen.

## Werke
Sachbücher in spanischer Sprache
- Historia de la colonización agrícola en Argentina. Buenos Aires 1955.
- Enciclopedia agropecuaria práctica. Buenos Aires.
  - 1 (1963)
  - 2 (1967)
- Apicultura lucrativa. Buenos Aires 1973 (zusammen mit Eduardo del Pozo).
- Las enfermedades de los vacunos. Buenos Aires 1982.
- Avicultura lucrativa. Buenos Aires 1989.

Belletristische Werke in spanischer Sprache
- Fuego fatuo. Buenos Aires 1980.
- Ventana abierta. Buenos Aires 1983.
- Acorralado. Buenos Aires 1984.
- Las ovejas. Buenos Aires 1984.
- Mundo frágil. Buenos Aires 1986.
- Venus llega al pueblo. Buenos Aires 1986.
- Extraños negocios. Buenos Aires 1996.

Belletristische Werke in deutscher Sprache
- Eine Kindheit. Göttingen 1998.
- Wie Reb Froike die Welt rettete. Göttingen 1998.
- Wahlheimat und Heimatwahl. Fürth 2002.
- Fernes Beben. Frankfurt am Main 2003.
- Spiegel der Welt. Huerth 2006.
- Der Caudillo. Buenos-Aires 2009.
- Weit von wo. Leben zwischen drei Welten. Langen Müller, München 2010, ISBN 978-3-7844-3236-6.
- Der Sitz der Seele. Buenos-Aires 2011.
- Hintergedanken. Gedichte aus zwei Jahrzehnten mit 3 Holzschnitten des Autors. Spätlese Verlag, Nürnberg 2012, ISBN 978-3-924461-26-3.
- Die verlorenen Kinder. Langen-Müller, München 2013, ISBN 978-3-7844-3323-3.
- mit Rainer Traub (Hrsg.): „Wir wollen den Fluch in Segen verwandeln“: Drei Generationen der jüdischen Familie Neumeyer; eine autobiografische Trilogie. Alfred Neumeyer; Alexander Karl Neumeyer; Imanuel Noy-Meir. Metropol, Berlin 2007 – Der deutsche Jurist Alfred Neumeyer, sein Sohn und sein Enkel.
- Das Komplott zu Lima. Roman. Frankfurter Verlagsanstalt, Frankfurt am Main 2015, ISBN 978-3-627-00221-3.